# 赫里任齊
49°5′24″N 28°23′41″E / 49.09000°N 28.39472°E
赫里任齊（烏克蘭語：Грижинці），是烏克蘭中部文尼察州文尼察區的村落，隸屬赫尼萬市鎮，始建於1630年，面積1.05平方公里，海拔高度250米，2001年人口769，人口密度每平方公里732.38人。